# Донецкий областной русский театр юного зрителя
Донецкий академический областной русский театр юного зрителя — ведущее детское культурно-развлекательное заведение города Макеевка и Донетчины.

## История театра
Донецкий академический областной русский театр юного зрителя (г. Макеевка) был основан в 1971 году. Выпускники Киевского театрального института имени Карпенко-Карого, Харьковского института искусств имени Котляревского, а также актёры русской труппы Донецкого музыкально-драматического театра имени Артёма — таков был актёрский состав молодого творческого коллектива. В технические цеха пришли недавние выпускники Одесского театрально-технического училища.
Первые годы были временем становления театра, творческая деятельность коллектива была направлена на знакомство зрителей промышленного центра страны с сокровищами мировой и национальной классики. В эти годы были поставлены и с успехом принимались зрителями и театральной критикой такие спектакли, адресованные старшеклассникам и взрослым: «Ромео и Джульетта» Шекспира, «Сирано де Бержерак» Э. Ростана, «Гроза» А.Н. Островского, «Ревизор» Н.В. Гоголя, «Дуэнья» Р. Шеридана, «Последние» М. Горького, «Эзоп» Г. Фигейрадо. Для младших школьников ставились сказки по произведениям Ш. Перро, — «Красная шапочка» «Кот в сапогах»; Х. К. Андерсона — «Снежная королева», «Дюймовочка»; для подростков — «Остров сокровищ» по Р. Стивенсону, «Уркаганы» по И. Микитенко.
Большое внимание уделялось произведениям современной драматургии: «Город на заре» А.Н. Арбузова, «Тревога» А. Петрашкевича, «Остановите Малахова» В. Аграновского, «Самый правдивый» Г. Горина, «Свой остров» Р. Каугвера, «Два клёна» Е. Шварца, «Хрустальный башмачок» Т. Габбе, «Сын полка» по В. Катаеву.
В девяностых годах прошлого столетия в театре появился оркестр, балетная группа. Это расширило творческие возможности коллектива, в репертуаре появились спектакли в сопровождении «живой» музыки. «Трехгрошовая опера» Б. Брехта в постановке заслуженного деятеля искусств Украины Юрия Кочевенко стала событием в театральной жизни Донбасса. Многие спектакли, поставленные в те годы, до сих пор в репертуаре и пользуется неизменным успехом у зрителей.
В спектаклях театра режиссёрское видение воплощается в яркую форму, благодаря творческому сотрудничеству со специалистами сценографии, музыки, света. Художники Сергей Карпенко, Александр Григоров, художник по костюмам Елена Карпенко, демонстрируя зрителям своё мастерство, создавали художественный образ спектакля, в котором реализовывался замысел режиссёра, и который помогал актёрам убедительно существовать в заданных обстоятельствах.
Музыкальное оформление спектаклей нашего театра отмечалось дипломами и призами на различных фестивалях. Дирижёр оркестра Сурен Арутюнянц и заведующий музыкальной частью театра Сергей Божко высокие профессионалы в этой важной составляющей сценического произведения.
Все бы эти успехи были бы невозможны без ярких актёрских индивидуальностей. Заслуженные артисты Украины Тамар Котова, Вера Кондратенко-Езжалова, Леонид Ландковский, Алла Ульянова, «Мастера сцены» Александр Борзов, Вадим Басалыгин, Павел Пичко, Андрей Шинкаренко, опытные актёры Павел Бодров, Елена Кондрашкина, Мария Молодова, своими работами доказывают, что им под силу решение сложных профессиональных задач.
За сорок лет своей творческой деятельности театр воспитал многих профессионалов, которые с успехом трудятся в других коллективах.
Народный артист Украины Владимир Талашко, заслуженные артисты Украины Игорь Низовой, Заслуженные артисты России Юрий Черницкий, Нина Таякина, Виктория Рязанцева — все эти артисты свои первые роли играли в нашем театре.
Актёр нашего театра Виктор Захаров в настоящее время — главный режиссёр Алтайского молодёжного театра. Главный сценограф Нижегородского областного драматического театра, заслуженный художник России Владимир Ширин, первые свои спектакли начал оформлять в нашем театре.
Театр постоянно работает над созданием оригинального репертуара. «Уркаганы» по И. Микитенко, «Эксперимент» Я. Верещака, «Третий голос», «Пропуск Стаса Захарова» В. Попова, «Белый танец» П. Можаровского — пьесы современных авторов, которые впервые были поставлены на сцене нашего театра. Театр одним из первых в бывшем Союзе поставил: «Пасынки времени», (инсценировка романа В. Гроссмана «Жизнь и судьба») «Упырь» по одноимённой повести А. К. Толстого, «Жизнь и необычайные приключения солдата Ивана Чонкина» по В. Войновичу. В последнее время театр большое внимание уделяет авторскому прочтению известных произведений мировой классики. Одни из последних работ театра — это инсценировка произведения Н. В. Гоголя «Ночь перед рождеством» и инсценировка романа Марка Твена «Принц и нищий». Автор инсценировок режиссёр этих спектаклей Татьяна Шевченко.
На протяжении всей своей творческой жизни театр осуществлял активную гастрольную деятельность, с творчеством театра знакомились зрители Киева, Минска, Харькова, Львова, Волгограда, Одессы и многих других городов. Украины и бывшего Союза. В ноябре 2010 года по приглашению Союза театральных деятелей Российской Федерации театр гастролировал в Брянске. «Гастроли вашего театра — выдающаяся и яркое событие в культурной жизни Брянской области. Профессионализм, актерское мастерство, яркий репертуар, исполнительский вкус и бережное отношение к русскому языку получили высокую оценку зрителей нашего города, что подтвердили аншлаги на спектаклях театра»- отмечается в благодарности начальника Управления культуры Брянской области.
4 февраля. 2021 года учреждение переименовали в «Республиканский Академический Молодежный Театр (РАМТ)» и намерены расширять аудиторию. Директор театра Владислав Слухаенко пояснил, что в учреждении «всегда множество спектаклей было рассчитано на молодежную аудиторию». Он заявил, что из-за смены названия отношение к детям и детским спектаклям не изменится, малышам продолжат уделять внимание. По его словам, молодежи и подросткам «психологически трудно» пойти в «Театр юного зрителя», а новое название привлечет молодежь. Кроме того, учреждение будет выполнять также «идеологическую» работу. «Театр выполняет не только развлекательную, но и воспитательную, образовательную, идеологическую функцию. А еще наша молодежь в новых реалиях осталась без досуга, множество заведений закрыто, мероприятия отменены, поэтому парни и девушки наиболее остро нуждаются в новых развлечениях и времяпрепровождении. У нас достаточно молодая труппа, поэтому и тут название тоже будет соответствовать», – заявил Слухаенко. Он добавил, что РАМТ – это «символичная аббревиатура», такое же название имеет Российский академический Молодежный театр ордена Ленина. Кроме того, макеевский театр готовится к 50-летнему юбилею, который будут отмечать в октябре.

## Награды, премии и достижения
Театр принимает активное участие в региональных, всеукраинских и международных фестивалях.
В 2009 году театр принимал участие в межрегиональном фестивале «Золотой ключик», посвященный 200-летию со дня рождения Николая Васильевича Гоголя. Спектакль театра «Ночь перед Рождеством» стал обладателем семи дипломов в разных номинациях.
В 2010 году театр стал участником нескольких международных фестивалей:
Сентябрь — «Театр. Чехов. Ялта». Гостями фестиваля ни были коллективы из Германии, Израиля, Китая — спектакль «Чайка» получил приз «Хрустальный фронтон», и диплом «За лучшую режиссуру»;
Октябрь — фестиваль стран Причерноморья HOMO Ludens («Человек играющий») в Николаеве-спектакль «Чайка» получил диплом «За лучшую режиссуру», актриса Гелена Сергутина, исполнитель роль Нины Заречной, диплом «За лучшую женскую роль»;
Март 2011 года театр со спектаклем "Чайка был приглашен в Сыктывкар (РФ) на международный фестиваль, где получил Диплом VI Международного театрального фестиваля «Соотечественники» (авторская работа художника И. Козина) «За участие в фестивале и большой вклад в дело сохранения и развития театрального искусства».
Апрель 2011 года, на Х региональном фестивале «Театральный Донбасс — 2011», театр подготовил два спектакля: «Чайка» — режиссёр Олег Александров, «Новое слово — любовь» — драматическое прочтение произведения Марии Цветаевой «Мой Пушкин» (режиссёр-постановщик и исполнитель главной роли Татьяна Кириленко).
Театр получил следующие награды:
— Спектакль «Чайка» — «Диплом за лучший спектакль»;
— Режиссёр-постановщик спектакля Олег Александров — «Диплом за лучшую режиссуру 1 премия»;
— Художник-постановщик спектакля Владимир Медведь — «Диплом за лучшую сценографию 1 премия»;
— Исполнительница роли Аркадиной Елена Кондрашкина, — «Диплом за лучшую женскую роль»;
— Исполнитель роли Треплева Павел Пиотровский — «Диплом за лучшую мужскую роль Ш премия»;
— Олег Александров — «Диплом за лучшее музыкальное решение П премия».
Татьяна Кириленко, режиссёр-постановщик и исполнитель главной роли в спектакле «Новое слово — любовь» — специальный приз Донецкого областного совета.
В сентябре 2011 года спектаклем «Вкус меда» по пьесе Ш. Дилени театр участвовал в IV Международном фестивале «Театр. Чехов. Ялта.», где получил приз «Хрустальный фронтон» и специальный диплом «За оригинальное прочтение иностранной драматургии».
В стенах театра родилась идея проведения фестиваля театров для детей и юношества Украины. Уже проведено три фестиваля: «ТЮЗ — 2007», «ТЮЗ — 2009», «ТЮЗ — 2011». Каждый фестиваль становится событием в театральной жизни Украины. Гостями последнего фестиваля были члены Исполкома АССИТЕЖ — Международной ассоциации театров для детей и юношества. Во время фестиваля гости активно знакомились с творчеством украинских театров, участвовали в обсуждении спектаклей. 30 сентября 2011 года состоялся круглый стол, в котором приняли участие члены Исполкома АССИТЕЖ, представители Министерства культуры Украины, художественное руководство украинских театров. Обсуждались проблемы детских театров, намечали пути и формы сотрудничества театров нашей страны с АССИТЕЖ.
На фестивале «ТЮЗ — 2011» спектакль театра «Принц и нищий» по М. Твену был отмечен дипломом « За лучшее музыкальное решение спектакля», также получил «Приз зрительских симпатий» и два специальных диплома.
2 октября 2011 года театр отметил своё сорокалетие. 3 ноября 2011 года указом министра культуры Украины Донецкому областному русскому театру юного зрителя было присвоено звание академический.

## Сотрудники театра
Заслуженные артисты Донецкой области:
Вера Кондратенко-Езжалова, Леонид Ландковский,
Актёры: Александр Борзов, Александр Васин, Алексей Аришин, Вадим Басалыгин,  Галина Борзова,  Раиса Ганжула, Елена Егорова,  Александр Кузьмин, Татьяна Лаптева,  Кристина Мостовая, Светлана Ушакова, Оксана Ясинская, Олег Мищенко, Валерий Машошин, Владимир Миронов.

## Театр сегодня
Донецкий республиканский академический театр юного зрителя живет большими планами на будущее. Готова к воплощению идея о том, чтобы в преддверии полувекового юбилея театра осуществить постановку спектакля «Молодая гвардия» которым в 1971 году открылся наш ТЮЗ. Нам это кажется особенно символичным. В первую очередь тем, что это произведение Александра Фадеева раскрывает тему патриотизма и беззаветной любви к Родине. Тем более, что действие происходит в городе Краснодоне, находящемся в настоящее время на территории Луганской Народной Республики, пережившей за прошедшие пять лет понятные нам всем проблемы и трудности военного времени
В планах Донецкого республиканского академического театра юного зрителя (г. Макеевка), который в 2020 году открыл свой юбилейный 50-й сезон - постановка новых спектаклей, насущно необходимых главной  целевой аудитории: детских музыкальных сказок и театрализованных интермедий для самой младшей категории зрителей; пьес, содержание которых будет востребовано подростковой аудиторией, постановок для молодежи и взрослых зрителей.
Возглавляет театр – директор театра Владислав Алексеевич Слухаенко.

## Театр и фестивали
- Театр. Чехов. Ялта., театральный фестиваль[3]
- Mеждународный театральный фестиваль HOMO LUDENS[4]
- Международный фестиваль русских драматических театров «Соотечественники»[5]
- Театральный Донбасс, театральный фестиваль[6]